# Phorminx
El phorminx (en griego clásico: φόρμιγξ), también conocido como forminx, forminga, forminge o lira homérica, era uno de los más antiguos de los instrumentos musicales de cuerda en la Antigua Grecia, posterior a la lira y anterior a la kithara. Estaba formado por un número de cuerdas entre dos y siete, unos brazos ricamente adornados y una caja de resonancia en forma de media luna.
La denominación "phorminx" también se utiliza a veces en la escritura antigua y moderna para hacer referencia a los cuatro instrumentos de la familia de la lira: barbitón, kithara, lira, además del phorminx propiamente dicho.

## Origen y evolución
Su origen es muy probable que se encuentre en Mesopotamia. 
El phorminx de la Grecia micénica, como atestiguan las representaciones iconográficas, era un cordófono similar a la lira. Tenía una caja de resonancia de madera poco profunda con una base redondeada, similar en la mayoría de los detalles a la lira anterior de la Creta minoica. Contaba con dos brazos que a menudo se curvan hacia adentro y hacia afuera de manera ornamental, soportando una barra transversal a la que se fijaron siete cuerdas con tiras de cuero (kollopes) para fricción. Para interpretar en este instrumento debía ser sostenido en posición vertical y se tocaba de la misma manera que la kithara posterior.
La iconografía del periodo geométrico griego muestra el instrumento con la misma forma e igual modo de interpretación musical, aunque los brazos a veces son rectos y solo se muestran unas pocas cuerdas por razones artísticas ya que el número real probablemente no cambió. Por otra parte, comienzan a aparecer representados otros tipos de lira en obras de arte desde alrededor del 800 a. C. El phorminx de brazos rectos y siete cuerdas nuevamente visibles, se ve con más frecuencia y en más lugares que otros tipos de liras hasta finales del siglo VII a. C.
En la época arcaica griega este término también figura en textos como los himnos homéricos. Parece haber sido común su uso en los días de Homero para acompañar a los rapsodas. Phorminx es el término más comúnmente utilizado para un instrumento de cuerda en La Ilíada y La Odisea. Estas obras fueron escritas entre 850 y 750 a. C. pero conservaban historias procedentes de la tradición oral sobre eventos del período micénico, que data de más de 400 años antes. Las representaciones de este cordófono hechas entre el 600 y el 525 a. C. son mucho menos comunes que las de kithara o chelys y provienen de áreas tan distantes como el Asia Menor griega, Rodas, Egipto y la Italia etrusca, así como de Atenas. Se conservan más de 40 representaciones principalmente en pinturas de vasijas atenienses que datan desde finales del siglo VI a. C. y durante todo el V a. C.
Al llegar a la época clásica las referencias a este instrumento se mantienen en la literatura de principios del siglo V a. C., sin embargo en obras de finales de ese siglo rara vez se encuentra. Más adelante fue suplantado por la kithara de siete cuerdas. Sin embargo, el término "phorminx" continuó siendo utilizado como arcaísmo en poesía.

## Usos
Homero y los autores de la era arcaica describieron el phorminx como el instrumento vinculado al dios Apolo, quien a veces lo tocaba acompañando el canto de las Musas. A principios del siglo V a. C. Píndaro menciona el instrumento como propiedad de Apolo y las Musas. La kithara reemplazó al phorminx como instrumento de Apolo, pero las Musas lo heredaron y aparecen tocandolo en una serie de pinturas de vasijas del siglo V a. C. Otras figuras femeninas, mitológicas y mortales, también interpretan el phorminx. Tanto Homero como los escritores del período arcaico lo mencionaron en relación con la danza. Posteriormente, Baquílides y Píndaro también lo ubicaron en el contexto de la danza, al igual que las escenas representadas en numerosas pinturas de vasijas.

## Galería de imágenes

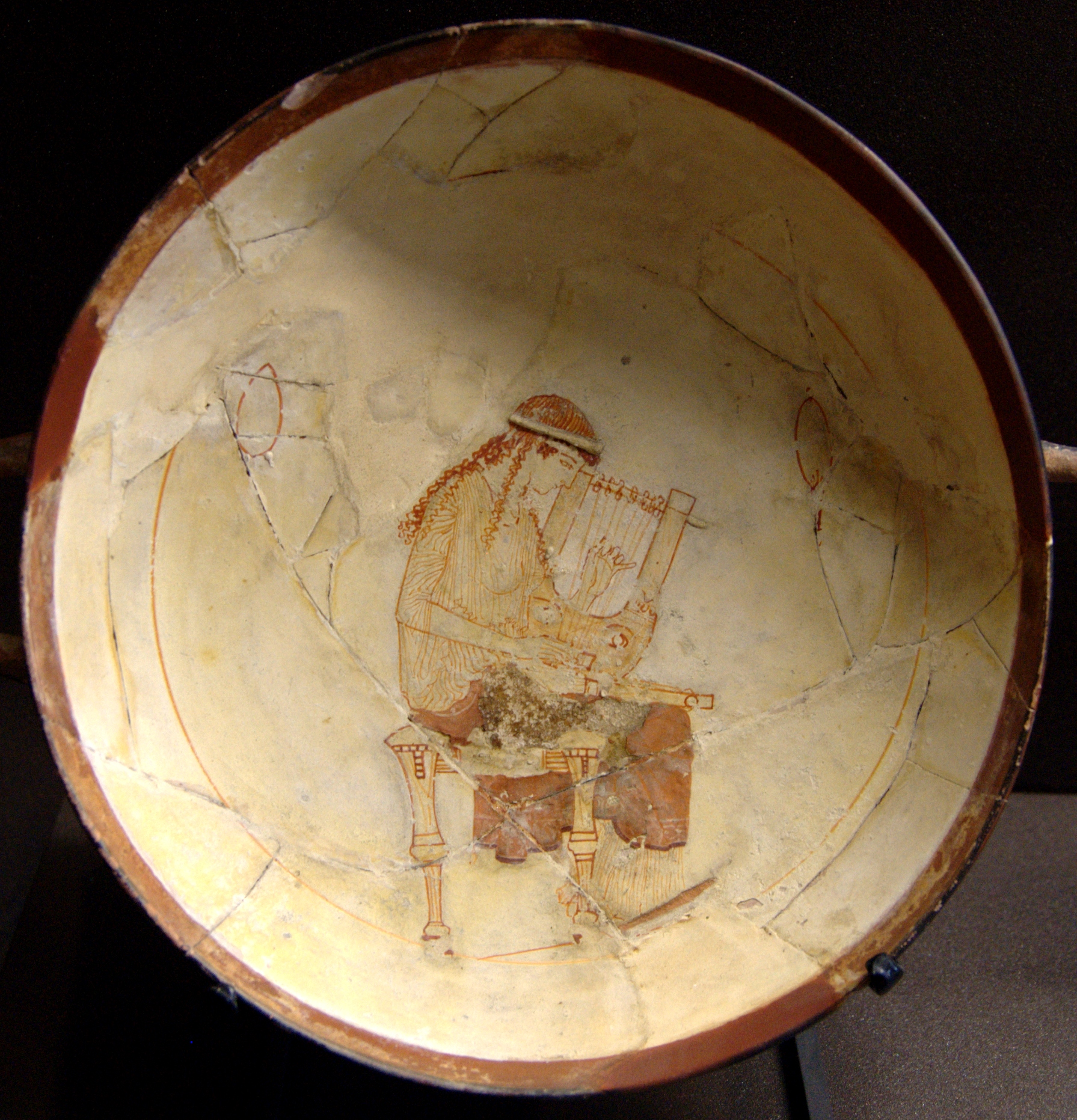
Musa afinando, c. 470–460 a. C. Eretria (Museo del Louvre).
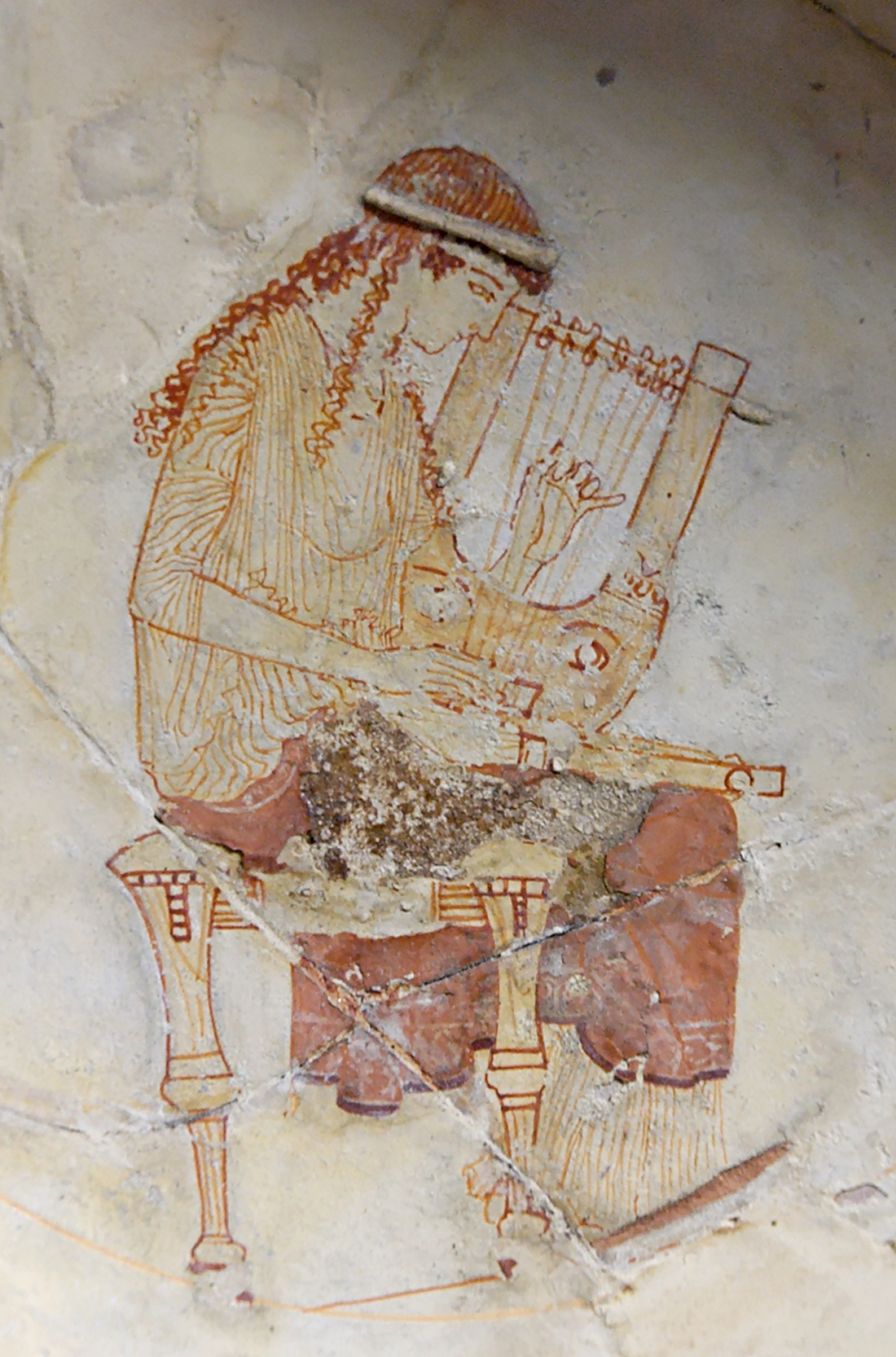
Detalle de la musa afinando, c. 470–460 a. C. Eretria (Museo del Louvre).
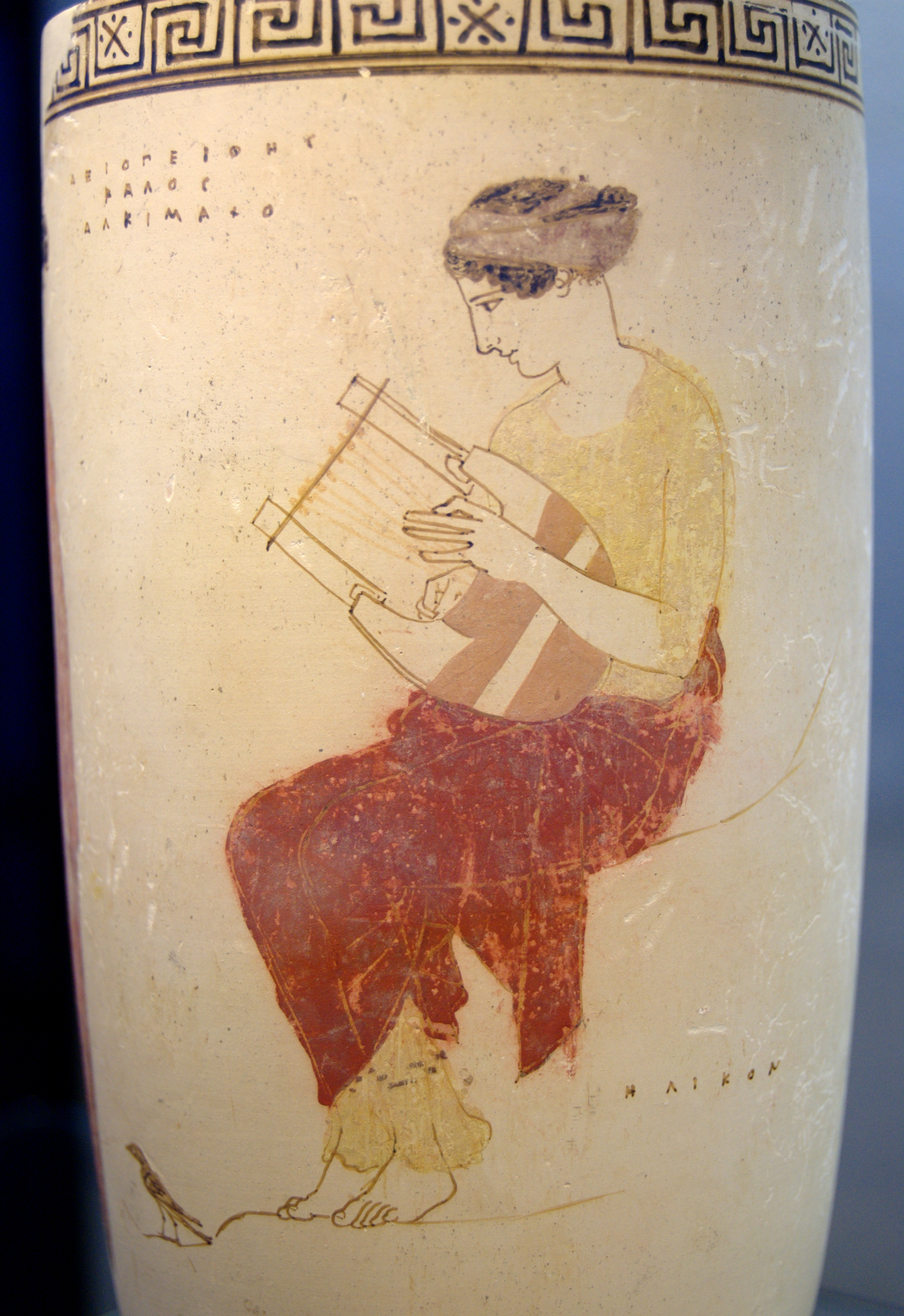
Musa tocando, 440–430 a. C. (Staatliche Antikensammlungen).
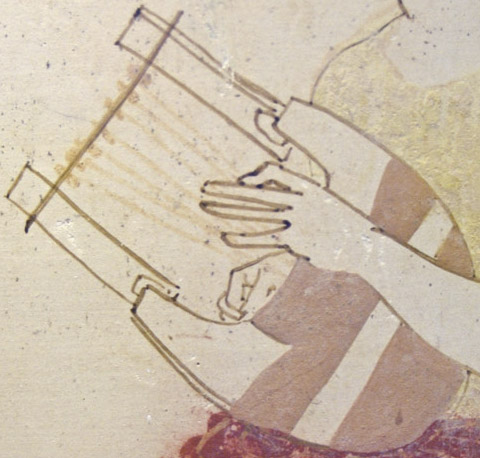
Detalle de la musa tocando, 440–430 a. C. (Staatliche Antikensammlungen).